# Вісник Переяславщини
«Ві́сник Перея́славщини» — газета регіонального розповсюдження. Розповсюджується на території колишнього Переяслав-Хмельницького району, міста Переяслава та інших населених пунктів Київської області. Виходить з 7 жовтня 1925 року. Реєстраційне свідоцтво КІ № 52 від 16 березня 1994 року. 

## Історія видання
Одне з найстаріших видань не тільки на Київщині, але й в Україні. Перший номер газети вийшов друком 7 жовтня 1925 року, тоді вона називалась «Змичка».
Загалом за час свого існування газета мала шість назв:
- 1925—1930 — «Змичка»;
- 1930—1941 — «Колективіст Переяславщини»;
- 1944—1965 — «Прапор Переяслава-Хмельницького»;
- 1965—1975 — «Зоря комунізму»;
- 1975—1991 — «Комуністична праця»;
- з 1991 — «Вісник Переяславщини».[1]

У різний час газету очолювали Федір Машовець, Поліна Іллічова, Василь Шимченко, Давид Швидкий. Тривалий час видання редагували Володимир Литовка, Михайло Пасенюк. Під час їхньої роботи газета була цікавою і популярною. Під керівництвом Михайла Пасенюка видання досягло рекордного тиражу — 16,6 тисячі примірників.
З 1993 по 2001 рік видання редагував Анатолій Розсоха, на цьому посту йому надано почесне звання «Заслужений журналіст України». З травня 2001 року до березня 2021 редактором газети була Галина Карпенко. 
Тривалий час газета виходила двічі на тиждень у вівторок і п'ятницю.

## Стан на 2021 рік
«Вісник Переяславщини» виходить щотижня на 16 або 24 сторінках формату А-3 (в тому числі 4 сторінки повнокольорові). Газета позиціонує себе як видання для сімейного читання, розрахована на найширшу аудиторію.
Нині в редакції працюють 11 осіб: редактор — Валентина Батрак; відповідальний секретар — Валерій Шкребтієнко; завідувачі відділами — Олена Матвієнко, Юлія Строчинська, Валентина Негрей; адміністратор сайту Переяслав.City – Ніна Шкребтієнко; кореспондент — Ірина Мадісон; дизайнер — Лариса Кононенко; бухгалтер — Наталія Головченко; водій — Олександр Кочубей; офіс-менеджер — Ольга Товкач.